# Bäckkärret
Bäckkärret är en sjö i Degerfors kommun i Värmland och ingår i Göta älvs huvudavrinningsområde.